# Serie A 1956/1957
Soutěžní ročník Serie A 1956/1957 byl 55. ročník nejvyšší italské fotbalové ligy a 25. ročník pod názvem Serie A. Konal se od 16. září 1956 do 16. června 1957 a skončila vítězstvím Milána, který vyhrál šestý titul celkově.
Nejlepším střelcem se stal italský fotbalista Dino da Costa (Řím), který vstřelil v sezoně 22 branek.

## Události

### Před sezonou
Nováčci soutěže se stalo po dvou letech Palermo a po roce se vrátilo i Udinese. Obhájce titulu Fiorentina moc změn neučinilo, jen po roce hraní u fialek odešel Mazza (Bari). To v Miláně bylo vše jinak. Vyměnil se trenér (Viani za Puricelliho) a odešel pětinásobný nejlepší střelec ligy Nordahl (Řím), když byl vyměněn za Galliho. Po 11 letech odešel Tognon (Pordenone) a rozloučil se i Frignani (Udinese) a Ricagni (Turín). Z hostování se vrátili Bean (Piacenza) a Fontana (Triestina) a norský záložník Bredesen (Udinese). Městský rival Inter se posílil o Pandolfiniho (Řím), ale nechal odejít po roce Ferraria (Triestina). Po špatné sezoně z minulé sezony se Juventus posílil o švéda Hamrina (AIK), který nahradil 34letého Præsta (Lazio). Fotbalovou kariéru ukončil po 20 letech hraní Amedeo Amadei, který hned dostal šanci vést jako trenér Neapole.
Další změny byli: Zoltán Czibor (Honvé → Řím), Francisco Lojacono (Gimnasia La Plata → Vicenza), Julio Abbadie (Peñarol → Janov), Gunnar Gren (Janov → Örgryte), José Parodi (Lazio → Janov), Humberto Tozzi (Palmeiras → Lazio), Bengt Gustavsson (Norrköping → Atalanta), Gino Cappello (Boloňa → Novara), Marcello Agnoletto (Padova → Sampdoria), Ernst Ocwirk (Austria → Sampdoria), Giacomo Mari (Sampdoria → Padova), Hasse Jeppson (Neapol → Turín).

### Během sezony
I když Milán prodal svého nejlepšího střelce Nordahla, vedl ligu již od 9. kola. Klub vedl mladý Maldini a překvapivě i Bean, který se ale i s Cucchiaronim nakazil tyfem a museli se dlouho uzdravovat. I přes tyto problémy jejich hráčů se klub stále držel ve vedení a šestý titul mohlo slavit již tři kola před koncem. Obhájci titulu Fiorentina nakonec obsadilo 2. místo, když mělo o 6 bodů méně. Překvapení bylo 3. místo Lazia a 4. místo nováčka Udinese. 
Inter během sezony měnilo často trenéry a nakonec je na dělené 5. místo dovedla klubová legenda Giuseppe Meazza. Pokud jde o Juventus, tak jejich účast se opět ukázalo jako zklamání, přestože měl dobrý začátek sezóny, vypadl z předních míst a dokonce riskoval sestup, když nakonec získal 9. místo, jen o 4 body od sestupu. Také velké zklamání bylo v Římě, když mělo o 2 body více než první sestupující.
Nováček z Palerma byl prvním sestupujícím a o druhém se rozhodlo v posledním kole mezi Triestinou, Atalantou a Janovem, která nakonec vyhrála v Neapoli a zachránilo se. Triestina v přímém souboji s Atalantou prohrála a poprvé od založení Serie A sestoupila.

## Účastníci
| Klub       | Město     | Stadion                   | Trenér | Nejlepší střelec                  |
| ---------- | --------- | ------------------------- | --- | --------------------------------- |
| Atalanta   | Bergamo   | Stadio Comunale           | Luigi Bonizzoni (1.–28. kolo) Carlo Rigotti                                                                               | Adriano Bassetto (15)             |
| Boloňa     | Boloňa    | Stadio Comunale           | Aldo Campatelli | Cesarino Cervellati (12)          |
| Fiorentina | Florencie | Stadio Comunale           | Fulvio Bernardini | Miguel Montuori (14)              |
| Inter      | Milán     | Stadio San Siro           | Luigi Ferrero + Annibale Frossi (1.–19. kolo) Luigi Ferrero (20.–24. kolo) Annibale Frossi (25.–30. kolo) Giuseppe Meazza | Oscar Massei (10)                 |
| Janov      | Janov     | Stadio Luigi Ferraris     | Renzo Magli | Antonio Corso, Attilio Frizzi (6) |
| Juventus   | Turín     | Stadio Comunale di Torino | Sandro Puppo (1.–28. kolo) Teobaldo Depetrini                                                                             | Giorgio Stivanello (11)           |
| Lazio      | Řím       | Stadio Olimpico           | Jesse Carver | Arne Selmosson (12)               |
| Milán      | Milán     | Stadio San Siro           | Giuseppe Viani | Gastone Bean (17)                 |
| Neapol     | Neapol    | Stadio della Liberazione  | Amedeo Amadei | Luís Vinício (18)                 |
| Padova     | Padova    | Stadio Silvio Appiani     | Nereo Rocco | Amedeo Bonistalli (12)            |
| Palermo    | Palermo   | Stadio La Favorita        | Héctor Puricelli (1.–21. kolo) Attilio Kossovel                                                                           | Santiago Vernazza (11)            |
| Řím        | Řím       | Stadio Olimpico           | György Sárosi (1.–29. kolo) Guido Masetti                                                                                 | Dino da Costa (22)                |
| Sampdoria  | Janov     | Stadio Luigi Ferraris     | Pietro Rava + Lajos Czeizler (1.–20. kolo) Pietro Rava (21.–30. kolo) Ugo Amoretti                                        | Eddie Firmani, Ernst Ocwirk (12)  |
| SPAL       | Ferrara   | Stadio Comunale           | Paolo Tabanelli | Beniamino Di Giacomo (10)         |
| Turín      | Turín     | Stadio Filadelfia         | Fioravante Baldi (1.–15. kolo) Oberdan Ussello + Antonio Liberti (16.–20. kolo) Blagoje Marjanović                        | Gino Armano (12)                  |
| Triestina  | Terst     | Stadio Comunale           | Piero Pasinati | Rinaldo Olivieri (7)              |
| Udinese    | Udine     | Stadio Moretti            | Giuseppe Bigogno | Giuseppe Secchi (18)              |
| Vicenza    | Vicenza   | Stadio Romeo Menti        | Piero Andreoli (1. –24. kolo) Giovanni Varglien                                                                           | Francisco Lojacono (11)           |

## Tabulka
| Poř. | Tým        | Z  | V  | R  | P  | VG | OG | B  |
| ---- | ---------- | -- | -- | -- | -- | -- | -- | -- |
| 1.   | Milán      | 34 | 21 | 6  | 7  | 65 | 40 | 48 |
| 2.   | Fiorentina | 34 | 16 | 10 | 8  | 55 | 40 | 42 |
| 3.   | Lazio      | 34 | 14 | 13 | 7  | 52 | 40 | 41 |
| 4.   | Udinese    | 34 | 15 | 6  | 13 | 59 | 58 | 36 |
| 5.   | Inter      | 34 | 11 | 13 | 10 | 53 | 45 | 35 |
| 6.   | Boloňa     | 34 | 12 | 11 | 11 | 54 | 48 | 35 |
| 7.   | Turín      | 34 | 13 | 9  | 12 | 45 | 42 | 35 |
| 8.   | Sampdoria  | 34 | 12 | 11 | 11 | 59 | 56 | 35 |
| 9.   | Juventus   | 34 | 11 | 11 | 12 | 54 | 54 | 33 |
| 10.  | SPAL       | 34 | 14 | 5  | 15 | 38 | 47 | 33 |
| 11.  | Vicenza    | 34 | 11 | 10 | 13 | 49 | 51 | 32 |
| 12.  | Neapol     | 34 | 11 | 10 | 13 | 39 | 41 | 32 |
| 13.  | Padova     | 34 | 8  | 16 | 10 | 33 | 39 | 32 |
| 14.  | Řím        | 34 | 10 | 11 | 13 | 53 | 49 | 31 |
| 15.  | Atalanta   | 34 | 9  | 13 | 12 | 36 | 44 | 31 |
| 16.  | Janov      | 34 | 9  | 12 | 13 | 36 | 46 | 30 |
| 17.  | Triestina  | 34 | 9  | 11 | 14 | 33 | 42 | 29 |
| 18.  | Palermo    | 34 | 7  | 8  | 19 | 32 | 63 | 22 |

Poznámky
- Z = Odehrané zápasy; V = Vítězství; R = Remízy; P = Prohry; VG = Vstřelené góly; OG = Obdržené góly; B = Body
- za výhru 2 body, za remízu 1 bod, za prohru 0 bodů.
- při rovnosti bodů rozhodovalo skóre.

|  | Mistr ligy + kvalifikoval se do Poháru PMEZ a na Latinský pohár |
|  | Sestup do Serie B                                               |

## Statistiky

### Výsledková tabulka
|            | Atalanta | Boloňa | Fiorentina | Janov | Inter | Juventus | L. Vicenza | Lazio | Milán | Neapol | Padova | Palermo | Řím | Sampdoria | SPAL | Turín | Triestina | Udinese |
| ---------- | -------- | ------ | ---------- | ----- | ----- | -------- | ---------- | ----- | ----- | ------ | ------ | ------- | --- | --------- | ---- | ----- | --------- | ------- |
| Atalanta   | –        | 3:2    | 1:1        | 0:1   | 2:1   | 0:0      | 1:1        | 0:1   | 2:2   | 2:0    | 0:0    | 1:0     | 4:1 | 3:3       | 1:0  | 0:1   | 3:1       | 1:1     |
| Boloňa     | 1:0      | –      | 2:2        | 3:1   | 3:2   | 1:0      | 1:1        | 3:1   | 1:2   | 2:1    | 1:2    | 1:1     | 1:0 | 4:2       | 3:0  | 0:0   | 0:0       | 4:3     |
| Fiorentina | 0:1      | 2:1    | –          | 1:0   | 3:1   | 2:2      | 2:1        | 0:0   | 0:3   | 4:0    | 3:0    | 3:1     | 2:2 | 3:0       | 2:0  | 1:0   | 3:0       | 2:1     |
| Janov      | 2:1      | 5:2    | 1:2        | –     | 0:0   | 1:1      | 0:0        | 1:1   | 0:1   | 1:0    | 1:1    | 2:2     | 1:1 | 1:1       | 2:1  | 1:0   | 0:1       | 1:1     |
| Inter      | 2:2      | 2:2    | 2:1        | 2:0   | –     | 1:1      | 3:1        | 0:1   | 1:1   | 3:1    | 2:0    | 1:0     | 3:2 | 6:1       | 2:0  | 3:0   | 1:0       | 2:3     |
| Juventus   | 2:2      | 3:1    | 1:1        | 2:0   | 5:1   | –        | 0:1        | 3:3   | 0:1   | 1:0    | 0:0    | 6:4     | 1:2 | 1:1       | 2:0  | 1:1   | 4:3       | 2:3     |
| L. Vicenza | 2:0      | 2:1    | 4:0        | 0:1   | 2:1   | 1:1      | –          | 1:1   | 3:1   | 0:0    | 0:0    | 4:1     | 1:0 | 3:2       | 4:1  | 1:2   | 3:1       | 1:1     |
| Lazio      | 2:2      | 3:2    | 3:0        | 2:2   | 1:1   | 0:3      | 2:0        | –     | 3:0   | 1:1    | 1:1    | 3:0     | 0:3 | 2:1       | 1:2  | 2:2   | 2:0       | 2:1     |
| Milán      | 4:0      | 1:0    | 2:0        | 2:0   | 1:1   | 4:1      | 4:2        | 3:2   | –     | 3:5    | 2:0    | 1:0     | 3:1 | 2:1       | 0:1  | 3:1   | 2:1       | 2:0     |
| Neapol     | 2:0      | 0:0    | 1:1        | 1:2   | 1:1   | 1:2      | 1:0        | 0:0   | 2:2   | –      | 1:0    | 4:1     | 1:2 | 2:0       | 0:1  | 2:1   | 2:1       | 2:1     |
| Padova     | 0:0      | 1:1    | 2:2        | 2:0   | 3:2   | 2:1      | 1:1        | 0:1   | 2:0   | 1:1    | –      | 1:0     | 0:1 | 2:6       | 1:2  | 1:3   | 1:1       | 4:1     |
| Palermo    | 3:1      | 2:1    | 0:1        | 1:0   | 1:1   | 0:2      | 3:1        | 2:6   | 1:2   | 0:0    | 1:1    | –       | 1:0 | 1:1       | 0:0  | 1:0   | 2:1       | 0:1     |
| Řím        | 1:0      | 2:3    | 0:2        | 1:1   | 0:0   | 2:3      | 2:2        | 2:2   | 0:0   | 1:3    | 2:2    | 2:1     | –   | 5:1       | 5:1  | 0:2   | 3:1       | 6:1     |
| Sampdoria  | 2:2      | 1:1    | 2:2        | 3:2   | 2:2   | 2:1      | 5:0        | 0:1   | 3:2   | 1:0    | 2:0    | 6:0     | 1:0 | –         | 0:3  | 1:0   | 1:1       | 3:0     |
| SPAL       | 0:0      | 1:0    | 2:1        | 1:2   | 1:0   | 3:1      | 5:2        | 1:0   | 1:3   | 2:0    | 0:0    | 1:0     | 1:1 | 0:3       | –    | 2:1   | 0:1       | 1:1     |
| Turín      | 2:0      | 1:1    | 2:1        | 2:2   | 1:1   | 4:1      | 2:1        | 0:1   | 2:2   | 1:1    | 0:2    | 5:1     | 1:0 | 0:0       | 3:2  | –     | 1:0       | 3:1     |
| Triestina  | 0:1      | 0:0    | 0:0        | 2:1   | 2:2   | 3:0      | 2:1        | 1:1   | 1:3   | 1:2    | 0:0    | 1:1     | 1:1 | 1:1       | 2:0  | 1:0   | –         | 1:0     |
| Udinese    | 3:0      | 1:5    | 2:5        | 5:1   | 1:0   | 3:0      | 3:2        | 2:0   | 2:1   | 2:1    | 0:0    | 2:0     | 2:2 | 3:0       | 3:2  | 5:1   | 0:1       | –       |

### Střelecká listina
| Pořadí | Jméno            | Klub       | Branky |
| ------ | ---------------- | ---------- | ------ |
| 1.     | Dino da Costa    | Řím        | 22     |
| 2.     | Giuseppe Secchi  | Udinese    | 18     |
| 2.     | Luís Vinício     | Neapol     | 18     |
| 4.     | Gastone Bean     | Milán      | 17     |
| 5.     | Adriano Bassetto | Atalanta   | 15     |
| 5.     | Bengt Lindskog   | Udinese    | 15     |
| 7.     | Carlo Galli      | Milán      | 14     |
| 7.     | Miguel Montuori  | Fiorentina | 14     |
| 9.     | Gunnar Nordahl   | Řím        | 13     |

## Vítěz
| Serie A Vítěz pro rok 1956/57 |
| ----------------------------- |
| AC Milán                      |
|                               |